# Kamil
Kamil ist ein männlicher Vorname.

## Herkunft und Bedeutung

### Slawischer Vorname
Bei Kamil handelt es sich um die polnische, tschechische und slowakische Form des römischen Cognomen Camillus.

### Arabischer Vorname
Der arabische Name كامل kāmil bedeutet „vollkommen“, „perfekt“ und „anständig“.

## Verbreitung
In Polen zählt Kamil zu den beliebtesten Jungennamen. Zuletzt sank jedoch seine Popularität. Zählte er bis ins Jahr 2005 noch zu den 10 meistgewählten Jungennamen, belegte er im Jahr 2021 Rang 54 der Hitliste. In Tschechien gehörte Kamil von 1942 bis 2011 zur Top-100 der Vornamenscharts. Besonders beliebt war er in den 1970er und 1980er Jahren. Im Jahr 1974 erreichte er mit Rang 28 seine bislang höchste Platzierung in den Vornamenscharts.
Auch in Aserbaidschan hat sich der Name unter den 100 meistgewählten Jungennamen etabliert. Zuletzt lag er auf Rang 88 der Hitliste (Stand 2021).
Darüber hinaus ist der Name auch in der Slowakei, der Türkei, Nordmazedonien und im arabischen Sprachraum weit verbreitet.

## Varianten
Für Varianten des slawischen Namens: siehe Camilo#Varianten

## Namensträger

### Vorname
- Abu Kamil (um 850–930), arabischer Mathematiker
- Al-Kamil (1180–1238), Sultan im mittelalterlichen Ägypten
- Krzysztof Kamil Baczyński (1921–1944), polnischer Dichter
- Kamil Bednář (1912–1972), tschechischer Dichter
- Kamil Čontofalský (* 1978), slowakischer Fußballspieler
- Kamil Ahmet Çörekçi (* 1992), englisch-türkischer Fußballspieler
- Kamil Fatkulin (* 1957), usbekisch-sowjetischer Ringer
- Kamil Glik (* 1988), polnisch-deutscher Fußballspieler
- Kamil Grosicki (* 1988), polnischer Fußballspieler
- Kamil Hilbert (1869–1933), tschechischer Architekt
- Kamil Hoffmann, siehe Camill Hoffmann (1878–1944), böhmisch-tschechoslowakischer Journalist und Schriftsteller
- Kamil al-Husseini (1867–1921), sunnitischer religiöser Führer und Großmufti von Jerusalem
- Kamil Janšta (1971–1999), tschechischer Fußballspieler
- Kamil Jarmatow (1903–1978), usbekisch-sowjetischer Regisseur
- Kamil Jóźwiak (* 1998), polnischer Fußballspieler
- Kamil Kasprowicz (* 1984), deutscher Schwimmer polnischer Herkunft
- Kamil Kopúnek (* 1984), slowakischer Fußballspieler
- Kamil Kosowski (* 1977), polnischer Fußballspieler
- Kamil Krejci (* 1961), tschechisch-schweizerischer Schauspieler
- Kamil Kreps (* 1984), tschechischer Eishockeyspieler
- Kamil Krieger (* 1987), polnischer Handballspieler
- Kamil Krofta (1876–1945), tschechischer Historiker und Diplomat
- Kamil Kuczyński (* 1985), polnischer Bahnradsportler
- Cyprian Kamil Norwid (1821–1883), polnischer Dichter
- Mahmut Kamil Pascha (1880–1922), osmanischer General
- Kamil Piroš (* 1978), tschechischer Eishockeyspieler
- Kamil Piskač (* 1978), tschechischer Handballspieler
- Kamil Stoch (* 1987), polnischer Skispringer
- Kamil Susko (* 1974), slowakischer Fußballtorwart
- Kamil Taylan (* 1950), türkisch-deutscher Fernsehjournalist, Soziologe und Autor
- Kamil Ťoupal (* 1973), deutsch-tschechischer Eishockeyspieler
- Kamil Vacek (* 1987), tschechischer Fußballspieler
- Kamil Zayatte (* 1985), guineischer Fußballspieler
- Kamil Jafar (* 1970), tschechischer Spezialeffektkünstler

### Familienname
- Abdullah Ihsan Kamil (1919–1984), irakischer Architekt
- Abdallah Mohamed Kamil (* 1936), dschibutischer Politiker
- Al-Kamil Muhammad († 1260), Herrscher von Maiyafariqin
- Hussein Kamil (1853–1917), König des Anglo-Ägyptischen Sudan
- Ibrahim Kamil al-Windawi (* 1988), irakischer Fußballspieler
- Muhammad Ibrāhīm Kāmil (1927–2001), ägyptischer Diplomat und Politiker
- Zakrya Ali Kamil (* 1988), katarischer Leichtathlet